# Azuré des coronilles
Plebejus argyrognomon
Espèce
L’Azuré des coronilles (Plebejus argyrognomon) est une espèce d'insectes lépidoptères (papillons) de la famille des Lycaenidae et de la sous-famille des Polyommatinae.

## Systématique
L'espèce Plebejus argyrognomon a été décrite par le naturaliste allemand Johann Andreas Benignus Bergsträsser en 1779, sous le nom initial de Papilio argyrognomon.
L'espèce a de très nombreux synonymes,.
Plusieurs sous-espèces ont été décrites :
- Plebejus argyrognomon argyrognomon (Bergsträsser, [1779])
- Plebejus argyrognomon caerulescens (Grum-Grshimailo, 1893) — Sud de la Sibérie.
- Plebejus argyrognomon euergetes (Stauder, 1914)
- Plebejus argyrognomon praeterinsularis (Verity, 1921)
- Plebejus argyrognomon danapriensis (Stempffer & Schmidt, 1932)
- Plebejus argyrognomon letitia (Hemming, 1934) — Italie.
- Plebejus argyrognomon buchara (Forster, 1936) — Ouzbékistan.
- Plebejus argyrognomon anceps Churkin, 2004 — Mongolie.

## Noms vernaculaires
- en français : l'Azuré des Coronilles, l'Azuré porte-arceaux, l'Argus fléché[3]
- en anglais : Reverdin's Blue[1]

## Description
C'est un petit papillon qui présente un dimorphisme sexuel, le dessus du mâle est bleu violet uni à frange blanche, celui de la femelle souvent d'une teinte plus marron présente une ligne de lunules submarginale orange surtout visibles aux postérieures.
Le revers est beige clair  orné d'une ligne marginale de points noirs pupillés de bleu vert argenté doublée d'une ligne de lunules orange puis d'une ligne de points noirs cerclés de blanc.
L'Azuré des Coronilles peut facilement être confondue avec les espèces voisines Plebejus idas et Plebejus argus.

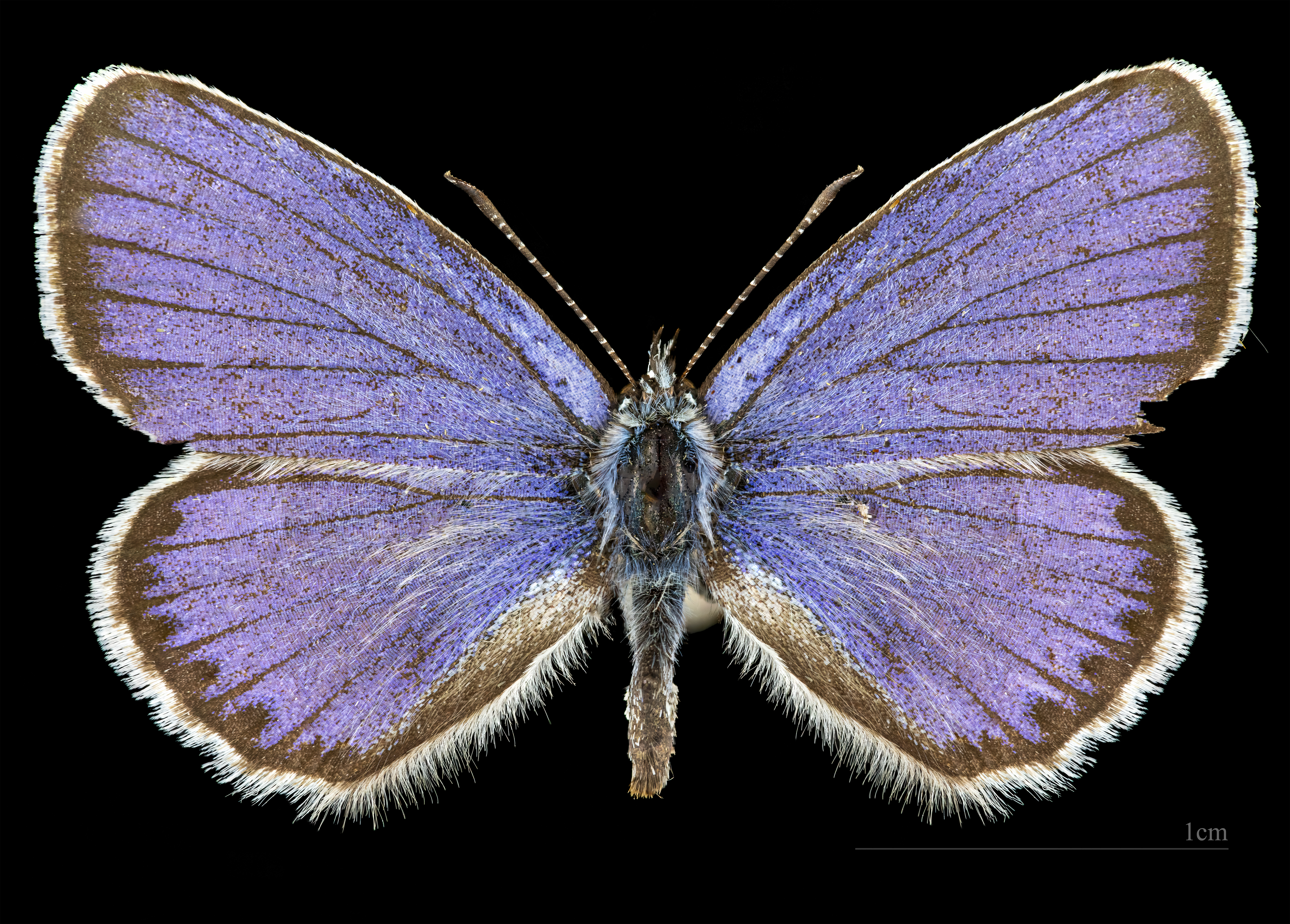
Plebejus a. argyrognomon ♂  MHNT
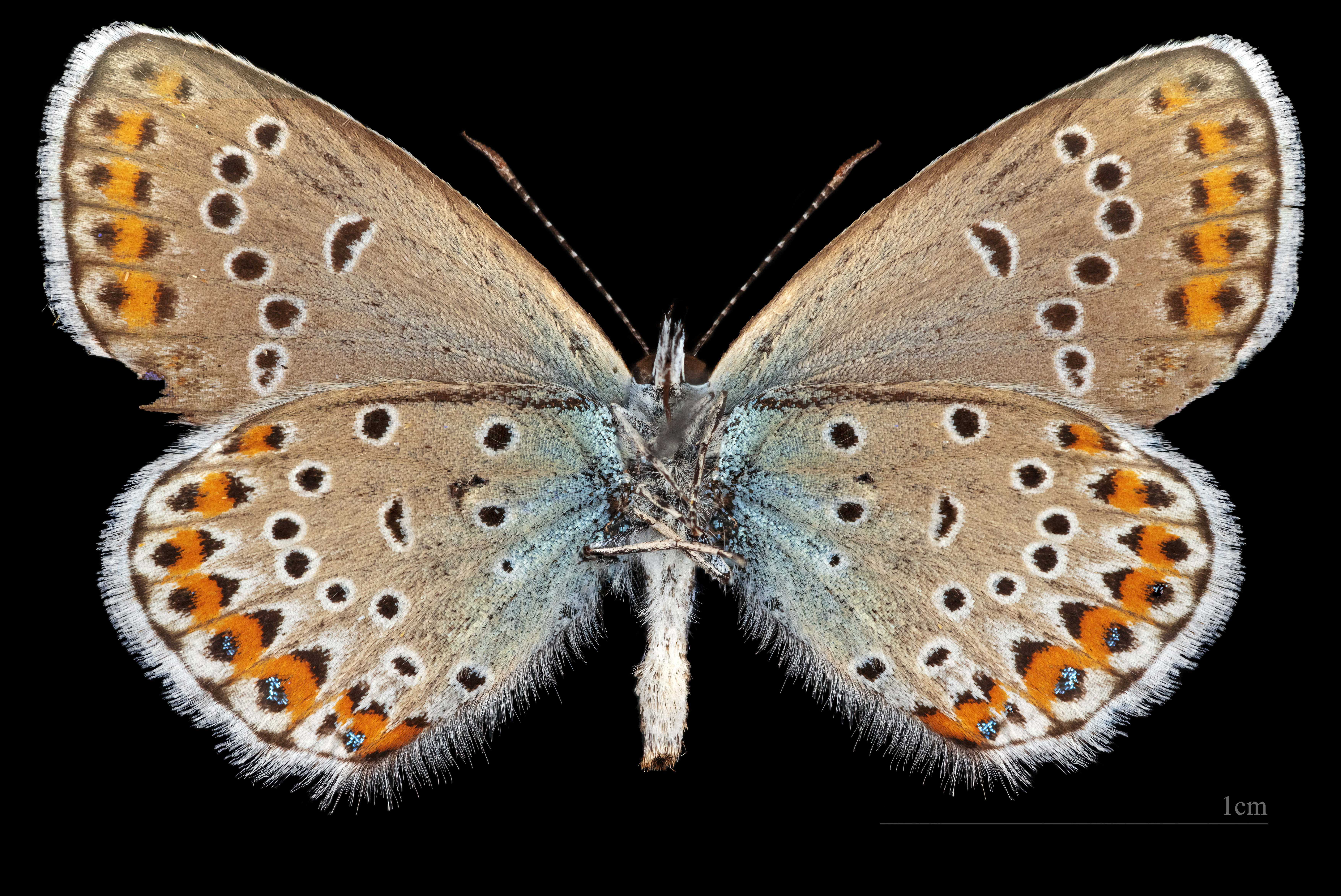
♂ △
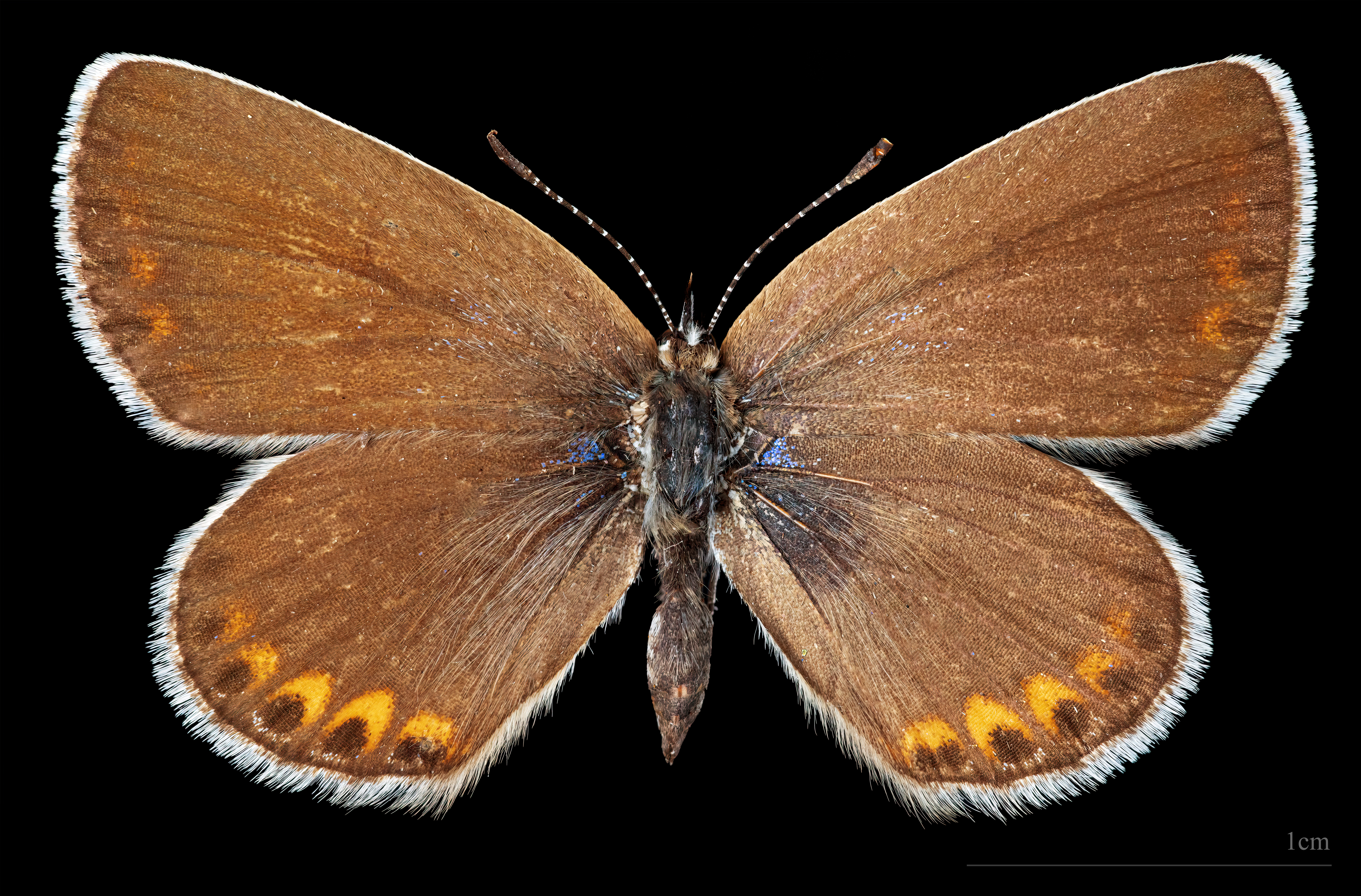
♀
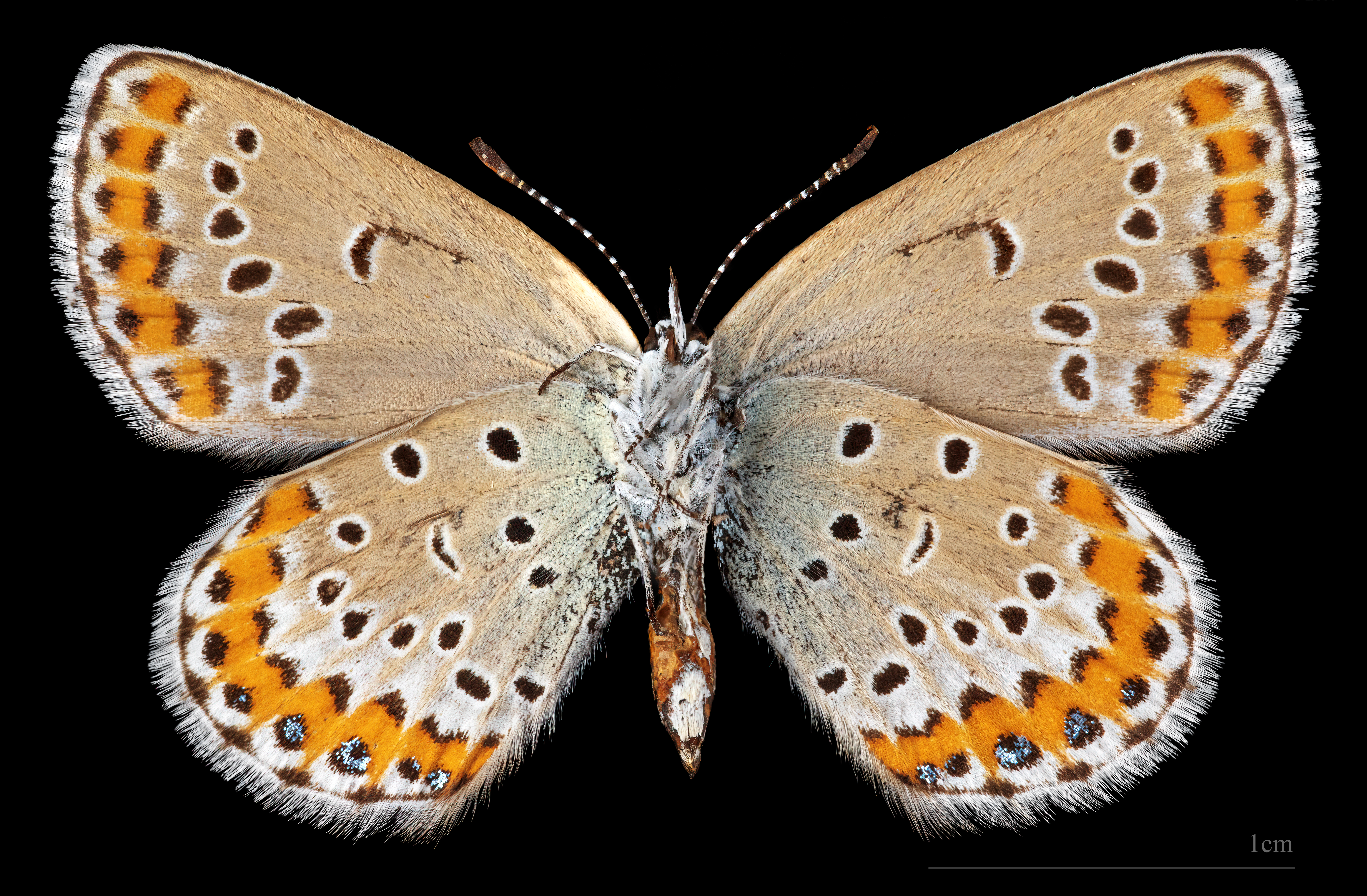
♀ △

## Biologie

### Période de vol et hivernation
Les chenilles sont soignées par des fourmis Lasius niger, Lasius alienus, Myrmica sabuleti, Myrmica scabrinodis, Camponotus vagus.
Il vole en deux générations, en mai-juin puis juin-juillet, une seule en Scandinavie.

### Plantes-hôtes
Sa plante-hôte principale est Securigera varia, la Coronille bigarrée. Sont aussi citées Astragalus glycyphyllos, Medicago sativa, Melilotus officinalis, Trifolium repens, Lotus corniculatus, Onobrychis viciifolia, Vicia sativa et Indigofera kirilowii,.

## Écologie et distribution
L'aire de répartition de l'Azuré des coronilles  recouvre le centre de l'Europe, de l'Est de la France à la Roumanie et au Nord de la Grèce en passant par la Suisse et l'Allemagne. Il y a quelques isolats en Lettonie, et au Sud de la Norvège et de la Suède. L'aire de répartition comprend aussi le Caucase, le sud de la Sibérie, la Mongolie et l'Altaï jusqu'au Japon et en Amérique du Nord,.
En France métropolitaine, l'espèce est recensés dans tous les départements du Nord-Est et de l'Est, ainsi qu'en Poitou-Charentes, Dordogne, Indre, Indre-et-Loire et Cher.

### Biotope
L'espèce fréquente dans des lieux herbus et fleuris.

### Protection
L'espèce est protégée en région Ile-de-France.